# ناحیه بریان
ناحیه بریان (به عربی: دائرة بریان) یک ناحیه در الجزایر است که در استان غردایه واقع شده‌است.